# Delage Type DR

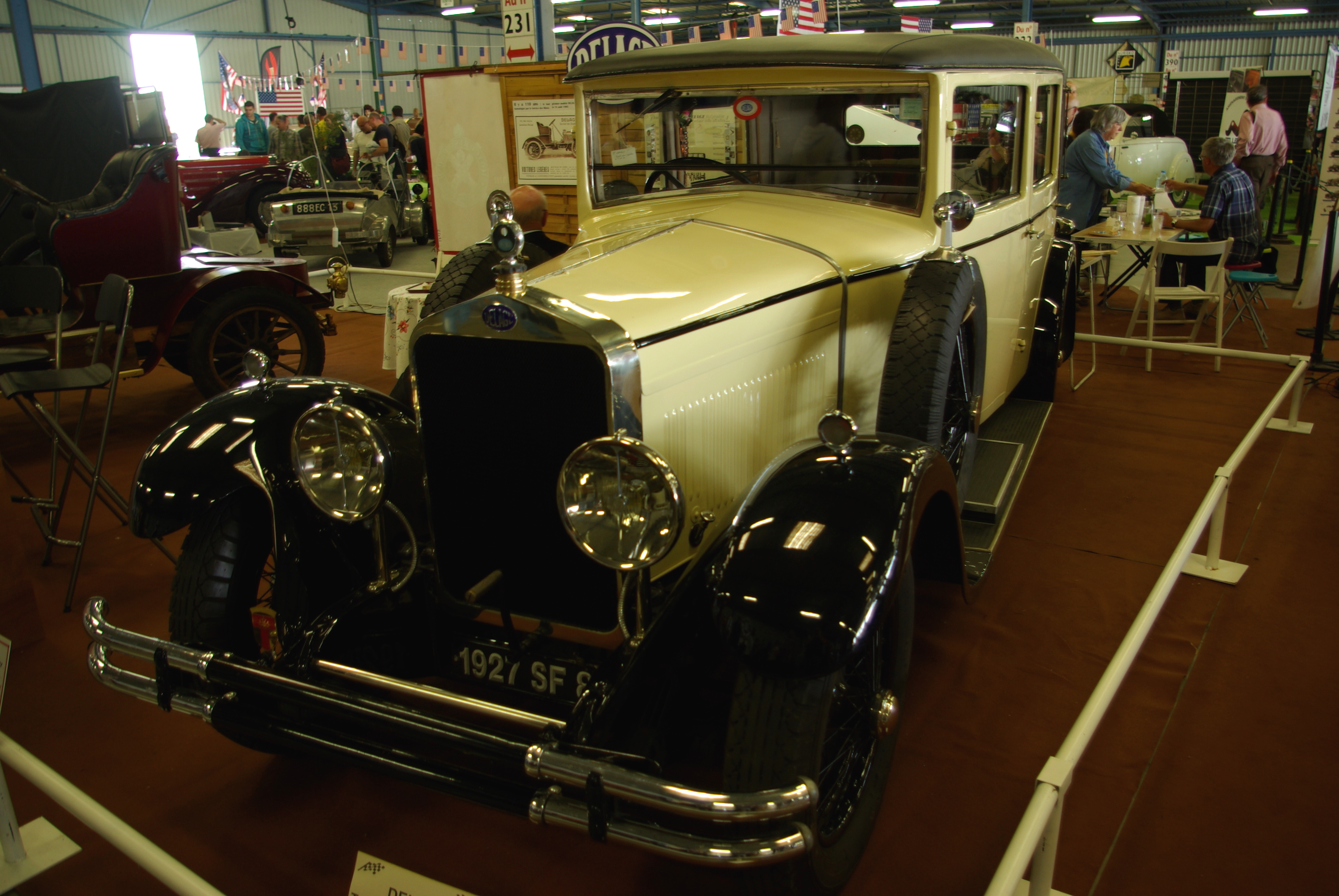
Delage Type DR.70 als Limousine von 1927

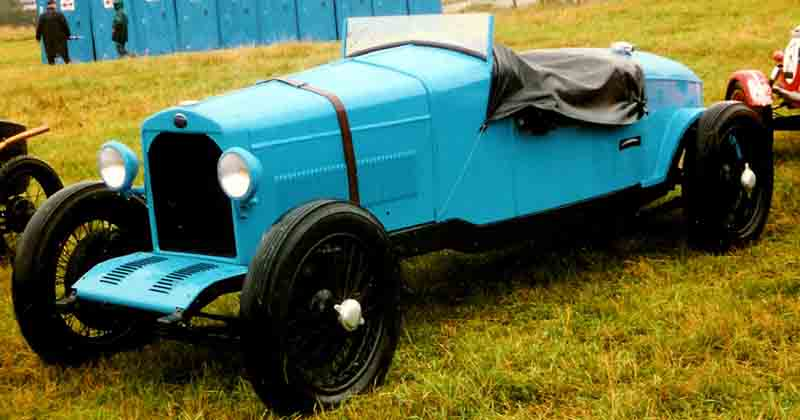
Beschrieben als Delage Type DR.70 von 1925, allerdings passt das Baujahr nicht zum Modell

Der Delage Type DR war eine Pkw-Modellreihe der französischen Marke Delage. Dazu gehörten der Delage Type DR.65 und der Delage Type DR.70.

## Beschreibung
Zunächst erhielt der Type DR.70 am 16. Juni 1927 seine Genehmigung durch die nationale Zulassungsbehörde. Sechs Tage später folgte der Type DR.65, von dem das Fahrzeug mit der Nummer 24.360 geprüft wurde. Delage bot beide Modell von Juli 1927 bis November 1929 an. Vorgänger war die Baureihe Delage Type DI. Nachfolger wurde der Delage Type DS.
Ein Sechszylindermotor trieb die Fahrzeuge an. Bei der schwächeren Ausführung hatte er 65 mm Bohrung, 109 mm Hub, 2170 cm³ Hubraum, 12 Cheval fiscal und 38 PS Motorleistung. Bei der anderen Ausführung ergab 70 mm Bohrung 2517 cm³ Hubraum, 14 CV und 45 PS Leistung. Die Bohrung war also Teil der Typenbezeichnung.
Das Fahrgestell hatte normalerweise 1320 mm Spurweite und 3220 mm Radstand. Bei der Version Colonial betrug die Spurweite 1340 mm. Eine Quelle nennt 4500 mm Fahrzeuglänge, 1650 mm Fahrzeugbreite und 1500 kg Leergewicht.
Überliefert sind Aufbauten als Limousine mit vier Türen, Tourenwagen mit vier Türen, Coupé, Cabriolet, Brougham und Pullman-Limousine.

## Stückzahlen und überlebende Fahrzeuge
Peter Jacobs vom Delage Register of Great Britain erstellte im Oktober 2006 eine Übersicht über Produktionszahlen und die Anzahl von Fahrzeugen, die noch existieren. Seine Angaben zu den Bauzeiten weichen in einigen Fällen von den Angaben der Buchautoren ab. Für dieses Modell bestätigt er die Bauzeit von 1927 bis 1929. Von 5296 hergestellten Fahrzeugen existieren noch 66. Eine andere Quelle nennt 5367 Fahrzeuge.

## Auktionen
Die Oldtimer Galerie Toffen bot am 23. April 2016 einen Type DR.70 von 1928 mit einem Aufbau als Faux-Cabriolet von  Carrosserie Nouvelle Henri Lévy aus Paris an, erwartete einen Preis von 30.000 bis 40.000 Schweizer Franken, verkaufte das Fahrzeug allerdings nicht. Am 14. Oktober 2017 wurde es dann für 24.500 Franken versteigert.
Bonhams versteigerte am 16. August 2013 einen Type DR.70 von 1930 mit einer Tourenwagenkarosserie des australischen Unternehmens James Flood für 80.167 Euro. Das gleiche Fahrzeug erzielte bei einer Auktion von Sotheby’s im Oktober 2017 einen Preis von 101.750 US-Dollar.